# Roller aux Jeux mondiaux de 2017
Navigation
Cali 2013 Birmingham 2022
Les épreuves de roller des Jeux mondiaux de 2017 ont lieu du 21 juillet au 23 juillet 2017 à Wrocław.

## Podiums

### Roller artistique
| Épreuves         | Or                                          | Argent                                    | Bronze                                   |
| Danse artistique | Danse artistique                            | Danse artistique                          | Danse artistique                         |
| ---------------- | ------------------------------------------- | ----------------------------------------- | ---------------------------------------- |
| Danse mixte      | Italie- Elena Leoni - Alessandro Spigai     | Italie- Elena Leoni - Silvia Stibilj (it) | Portugal- José Souto - Mariana Souto     |
| Paire mixte      | Italie- Marco Garelli - Sara Venerucci (it) | Italie- Rebecca Tarlazzi - Luca Lucaroni  | France- Marine Portet - Nathanaël Fouloy |
| Femmes           | Silvia Nemessto                             | Mònica Gimeno i Coma (ca)                 | Rafaela Freitas                          |
| Hommes           | Luca Lucaroni                               | Pierre Meriel                             | Francisco Sanchez                        |

### Roller Hockey
| Épreuves      | Or | Argent | Bronze |
| Roller Hockey | Roller Hockey | Roller Hockey | Roller Hockey |
| ------------- | --- | --- | --- |
| Tournoi       | Tchéquie- Jakub Cik - Patrik Šebek - Jakub Bernad - David Roupec - Marek Loskot - Michal Simo - Mikuláš Zbořil - Lukáš Langer - Daniel Brabec - Pavel Strýček - Robin Malý - Martin Fiala - Tomáš Rubeš | France- Clément Belot - Baptiste Bouchut - Karl Labillet - Jolan Mogniat Duclos - Roman Seguineau de Préval - Romain Horrut - Jérémy Lapresa - Jerome Salley - Jean-François Ladonne - Maxime Langlois - Geoffroy Tijou - Renaud Crignier - Lambert Hamon - Antoine Rage | Suisse- Ken Hafliger - Daniel Steiner - Corentin Collaud - Jean Savary - Lukas Dietrich - Fabian Maier - Michael Loosli - Pascal Olivier Wittwer - Andreas Zehnder - Dario Kummer - Alain Bahar - Stefan Hürlimann - Quentin Zurcher - Stefan Tschannen |

### Roller de vitesse

#### Femmes
| Épreuves                       | Or                   | Argent             | Bronze                      |
| Piste                          | Piste                | Piste              | Piste                       |
| ------------------------------ | -------------------- | ------------------ | --------------------------- |
| 300 m Contre la montre         | Geina Carmela Pajaro | Yi Seul An         | Sandrine Tas                |
| 500 m Sprint                   | Giulia Bonechi       | Fabrianna Arias    | Giulia Bongiorno            |
| 1 000 m Sprint                 | Sandrine Tas         | Fabrianna Arias    | Alejandra Translavina Lopez |
| 10 000 m Élimination et points | Fabrianna Arias      | Sandrine Tas       | Yang Ho-Chen                |
| 15 000 m Élimination           | Fabrianna Arias      | Sandrine Tas       | Mareike Thum (de)           |
| Route                          |                      |                    |                             |
| 200 m Contre la montre         | María José Moya (es) | Ying-Chu Chen (zh) | Yi Seul An                  |
| 500 m Sprint                   | Mareike Thum (de)    | Ying-Chu Chen (zh) | Rocio Berbel Alt            |
| 10 000 m Course à point        | Fabriana Arias       | Sandrine Tas       | Johana Viveros (en)         |
| 20 000 m Élimination           | Johana Viveros (en)  | Sandrine Tas       | Mareike Thum (de)           |

#### Hommes
| Épreuves                       | Or                      | Argent                  | Bronze                 |
| Piste                          | Piste                   | Piste                   | Piste                  |
| ------------------------------ | ----------------------- | ----------------------- | ---------------------- |
| 300 m Contre la montre         | Simon Albrecht          | Andres Mauricio Jimenez | Gwendal Le Pivert      |
| 500 m Sprint                   | Simon Albrecht          | Jhoan Guzman            | Lucas Silva Santibanez |
| 1 000 m Sprint                 | Andres Mauricio Jimenez | Bart Swings             | Elton De Souza         |
| 10 000 m Élimination et points | Kuwada Ken              | Livio Wenger            | Milke Alejandro Paez   |
| 15 000 m Élimination           | Elton De Souza          | Felix Rijhnen (en)      | Peter Michael (en)     |
| Route                          |                         |                         |                        |
| 200 m Contre la montre         | Ioseba Fernández        | Simon Albrecht          | Gwendal Le Pivert      |
| 500 m Sprint                   | Gwendal Le Pivert       | Edwin Estrada           | Jhoan Guzman           |
| 10 000 m Course à point        | Bart Swings             | Daniel Niero (it)       | Patxi Peula            |
| 20 000 m Élimination           | Bart Swings             | Daniel Niero (it)       | Patxi Peula            |

## Tableau des médailles
- Pays organisateur

| Rang  | Nation           | Or | Argent | Bronze | Total |
| ----- | ---------------- | -- | ------ | ------ | ----- |
| 1     | Colombie         | 6  | 4      | 1      | 11    |
| 2     | Italie           | 5  | 4      | 1      | 10    |
| 3     | Belgique         | 3  | 5      | 1      | 9     |
| 4     | Allemagne        | 3  | 2      | 2      | 7     |
| 5     | France           | 2  | 2      | 4      | 8     |
| 6     | Espagne          | 1  | 1      | 2      | 4     |
| 7     | Chili            | 1  | 0      | 2      | 3     |
| 7     | Argentine        | 1  | 0      | 2      | 3     |
| 9     | Tchéquie         | 1  | 0      | 0      | 1     |
| 10    | Taipei chinois   | 0  | 2      | 1      | 3     |
| 11    | Corée du Sud     | 0  | 1      | 1      | 2     |
| 11    | Suisse           | 0  | 1      | 1      | 2     |
| 11    | Venezuela        | 0  | 1      | 1      | 2     |
| 14    | Mexique          | 0  | 0      | 1      | 1     |
| 14    | Nouvelle-Zélande | 0  | 0      | 1      | 1     |
| 14    | Portugal         | 0  | 0      | 1      | 1     |
| 14    | Brésil           | 0  | 0      | 1      | 1     |
| Total | Total            | 23 | 23     | 23     | 69    |